# Schipbreuk voor het strand
Schipbreuk voor het strand is een schilderij uit 1631 van de Nederlandse marineschilder Jan Porcellis. Het werk is ook bekend onder de titel Schipbreuk voor de kust. Het schilderij bevindt zich in het Mauritshuis in Den Haag.
Het schilderij van olieverf op paneel meet 36,5 bij 66,5 cm. Porcellis schilderde dit landschap in Haarlem.